# Rivnea, Rojneativ
Rivnea (în ucraineană Рівня) este localitatea de reședință a comunei Rivnea din raionul Rojneativ, regiunea Ivano-Frankivsk, Ucraina.

## Demografie
Componența lingvistică a localității Rivnea
     Ucraineană (99,28%)
     Alte limbi (0,73%)
Conform recensământului din 2001, majoritatea populației localității Rivnea era vorbitoare de ucraineană (99,28%), existând în minoritate și vorbitori de alte limbi.